# Бельперрон, Сюзанн
Сюзанн Бельперрон (фр. Suzanne Belperron; 26 сентября 1900, Сен-Клод, Франция — 28 марта 1983 года, Париж, Франция) — одна из самых талантливых и влиятельных ювелиров-дизайнеров XX века.

## Биография

### Детство
Мадлен Сюзанн Мари Клэр Вуйлерм была дочерью торговца Жюль Аликс Вуйлерма (1861—1913) и Мари Кларисс Фаустин Бейли-Мэтр (1866—1931).
Она родилась 26 сентября 1900 года в городе Сен-Клод, расположенном в 60 километрах от Женевы (Швейцария), в горах департамента Юра в восточной Франции. Жители этого изолированного региона с достаточно суровым климатом проводили долгие зимние месяцы, занимаясь разнообразными народными промыслами. На протяжении веков они развивали всевозможные традиционные ремесла и хорошо освоили искусство обработки камней. В период с 1885 по 1929 год город Сен-Клод являлся одним из важнейших мировых центров обработки бриллиантов.
Сюзанн довольно рано проявила способности к рисованию. Мать решила поддержать талант своей дочери и записала девочку в школу изобразительного искусства города Безансон. Школа, созданная в 1773 году швейцарским художником Мельхиором Виршем и французским скульптором Люком Бретоном, была расположена рядом с Музеем изящных искусств и археологии города Безансон. Который является старейшим государственным музеем Франции. Он был основан в 1694 году, то есть примерно за сто лет до создания Луврского музея в Париже. В музее Безансона хранится одна из самых крупных во Франции коллекций рисунка, а также замечательная коллекция античного и древнеегипетского искусства.
В 1918 году Сюзанн побеждает в ежегодном конкурсе «Декоративные Искусства», проводимым художественной школой Безансона. Это стало наградой за долгие годы учёбы по специальности «Изготовление часов и ювелирных украшений».

### Художник-авангардист в ювелирном доме Бойвинов
В марте 1919 года, в начале «Золотых Двадцатых» годов, Сюзанн переехала в Париж, и вскоре после этого устроилась на должность дизайнера по приглашению Жанны Бойвин, вдовы Рене Бойвина (фр. René Boivin). Французский ювелирный дом Бойвинов был основан в 1890 году талантливым дизайнером Рене Бойвином, который ушёл из жизни в 1917 году. Начиная с 1920 года, в коллекции дома Рене Бойвина появляются ювелирные изделия, изготовленные по эскизам Сюзанн Вуйлерм, которые были созданы около 1917 года, то есть ещё во время её учёбы в школе Изящных Искусств. Формы и объёмы этих украшений противоречили эстетике доминирующего стиля Арт-деко и лаконизму геометрических и структурированных ювелирных изделий, выполненных в этом стиле.
Жанна Бойвин всегда относилась к Сюзанн, как к «собственной дочери» и признавалась, что «она играет важную роль в художественной жизни дома Рене Бойвин». Сюзанн, не имевшая детей, всецело посвятила себя творчеству и укреплению международной репутации ювелирного дома. В 1924 году двадцатитрехлетняя Сюзанн стала содиректором ювелирного дома Рене Бойвин.
В 1924 году Сюзанн выходит замуж за инженера Жана Бельперона, родившегося 18 февраля 1898 года в городе Доль французского департамента Юра. Гражданская церемония бракосочетания состоялась 11 июля в мэрии Безансона. Молодожёны поселились в Париже на Монмартре (улица Ламарк, дом 49). В мастерской художника-экспрессиониста Жен Поля Сюзанн Бельперрон познакомилась с писателем Луи-Фердинандом Селином, с актёром Робером Ле Виганом, с актрисой Арлетти и с драматургом Рене Фошуа.
За время работы в доме Бойвин Сюзанн Бельперрон заслужила высокую репутацию, занимаясь дизайном украшений, в которых она сочетала драгоценные и полудрагоценные камни — халцедон, горный хрусталь и дымчатый кварц.
Однако со временем Сюзанн Бельперрон начала испытывать некоторое неудовлетворение, вызванное тем, что её дизайнерские проекты для дома Бойвин оставались анонимными. Существовала давняя традиция, согласно которой авторы проектов должны были оставаться неизвестными широкой публике. Это правило распространялось на всех, в том числе и на таких одаренных художников, как Шарль Жако или Петер Лемаршан, работавшие для дома Картье (фр. Cartier), или же Рене Сим-Лаказ, сотрудничавший с фирмой «Ван Клиф и Арпельс» (фр. Van Cleef & Arpels).

### 1930-е годы. Бельперрон заявляет о себе
В феврале 1932 года Сюзанн Бельперрон ушла из ювелирного дома Рене Бойвин. В январе 1933 года её место заняла Жюльетт Мутар, которая до этого работала в кампании «Verger Frères», изготавливавшей элитные часы. Что касается Жермен Бойвин, дочери Жанны и Рене Бойвин, то она поступила на работу в ювелирный дом лишь в 1938 году. До этого она работала у своего дяди, известного модельера Поля Пуаре, а после банкротства его фирмы создала собственную коллекцию одежды.
В марте 1932 года Сюзанн Бельперрон приняла предложение Бернарда Герца и стала «полномочным художественным и техническим руководителем» компании «Герц». Бернард Герц являлся знаменитым парижским торговцем жемчугом и драгоценными камнями, а также одним из постоянных поставщиков дома Рене Бойвина. Он предоставил Сюзанн возможность разрабатывать дизайн собственных моделей под маркой «Герц». На улице Шатодон, в доме номер 59, она оборудовала свою собственную мастерскую и приступила к сотрудничеству с известным ювелиром Адриеном Луартом (1890—1989). Её эксклюзивным производителем стала мастерская «Groëné et Darde».
В тридцатые годы фирма Бернара Герца приобретает международное признание благодаря оригинальным произведениям Сюзанн Бельперрон, которая уже пользовалась блестящей репутацией в художественном мире во Франции и за рубежом. Её произведения, достойные таких ювелирных домов, как Cartier, Boucheron или Van Cleef & Arpels, почти ежемесячно представляются на страницах журналов высокой моды Вог и Харперс Базар. Эти издания постоянно сотрудничали с такими известными фотографами, как Георгий Гойнинген-Гюне и Хорст, П. Хорст. Диана Вриленд (1903—1989), известная личность и влиятельная фигура в истории моды двадцатого века (редактор отдела моды журнала Харперс Базар, а впоследствии — главный редактор журнала Вог), была близкой подругой Сюзанн Бельперрон и восхищалась созданным ею стилем. В июле 1939 года Сюзан Бельперон посетил знаменитый нью-йоркский ювелир Поль Флато и предложил ей сотрудничество, от которого она отказалась.

### «Моя подпись — это мой стиль»
Основу творчества Сюзанн Бельперрон составляют её незаурядные колористические способности, умение сочетать всевозможные эстетические концепции и образы, навеянные природой. Сюзанн Бельперрон была очарована искусством и культурой Египта и древней Ассирии, художественными традициями Индии, стран Дальнего Востока (Китай и Япония), Африки и Океании. Она черпала вдохновение в разнообразии флоры и фауны, наблюдая за насекомыми и морскими звездами, созерцая цветы и лепестки растений. Её увлекал подводный мир, она восхищалась богатством его форм и обилием цветовых оттенков.
Познакомившись с лучшими достижениями художественного направления Арт-деко, она сумела смягчить его несколько прямолинейную эстетику, обратившись к материалам и дизайнерским решениям, которые до этого не использовались в ювелирном искусстве. Она впервые применила технику комбинирования драгоценных и полудрагоценных камней. Кроме того, она стала использовать золото более низкой, чем обычно, пробы (22 карата), которое она называла «девственным золотом».
Ювелирные изделия Сюзанн Бельперрон были настолько необычны, что она никогда не подписывалась под своими произведениями, заявляя, что её подпись — это её стиль. Она была убеждена в том, что её произведения достаточно оригинальны и легко узнаваемы и поэтому не нуждаются в подписи. Она всегда следовала этому принципу, который, впрочем, не облегчает задачу современным исследователям ювелирного искусства, так как довольно непросто определить автора, руководствуясь лишь стилем произведения.

### Вторая мировая война: гибель ювелирного дома Герца
Во время оккупации Парижа Бернар Герц, по причине своего еврейского происхождения, неоднократно подвергался проверкам со стороны оккупационных властей. Однажды Сюзанн Бельперрон спасла его от ареста гестапо, обратившись за помощью к своей подруге Рики Радифи, которая была супругой актёра Гарри Баура.
В октябре 1940 года правительство Виши приняло дискриминационный «Закон о статусе евреев», который был копией антисемитских законов нацистской Германии. Чтобы спасти дом Бернара Герца, в ноябре 1940 года Сюзанн Бельперрон взяла на себя все руководство кампанией. А после первого ареста Бернара Герца в 1941 году она, следуя его воле, зарегистрировала в коммерческом регистре новую акционерную компанию с капиталом в 700 000 франков — Общество с ограниченной ответственностью «Сюзанн Бельперрон». Её единственным компаньоном стал Генри Гуйберт, а Марсель Коард, её друг, оказал поддержку и одолжил капитал, необходимый для развития коммерческой деятельности.
Сюзанн Бельперрон осознавала, что на неё возложена вся ответственность за будущее кампании, и на протяжении всей войны продолжала неустанно работать, несмотря на трудности с приобретением материалов, необходимых для производства ювелирных изделий.
2 ноября 1942 года в результате доноса Сюзанн Бельперрон и Бернар Герц были арестованы гестапо и доставлены на авеню Фош. Сразу после этого Герц был переведен в транзитный лагерь «Дранси», где оставался до 2 сентября 1943 года, после чего был отправлен в Польшу, в концентрационный лагерь Освенцим. Что же касается Сюзанн Бельперрон, то она по требованию гестапо была вынуждена представить официальные документы, подтверждающие её происхождение и религиозную принадлежность.
Во время войны Сюзанн Бельперрон присоединилась к движению Сопротивления. Некоторые американские кампании предлагали Сюзанн Бельперрон заняться ювелирным дизайном в Соединенных Штатах, но она предпочла остаться в Париже.

### После войны. Создание кампании «Герц-Бельперрон»
В письме, отправленном из лагеря «Дранси» 21 февраля 1943 года, Бернар Герц (1877—1943) выражает свою последнюю волю и поручает Сюзанн заботу о будущем кампании и об интересах своих детей — Алины и Жана. Жан Герц, сын Бернара Герца, освободился из плена и вернулся в Париж 11 июня 1946 года. Согласно завещанию своего отца, Жан становится равноправным совладельцем новой кампании, которая отныне называется Общество с ограниченной ответственностью «Жан Герц — Сюзанн Бельперрон».
В начале 1945 года Сюзанн Бельперрон покидает квартиру на Монмартр в Париж и переезжает на улицу д’Омаль в дом номер 14, расположенный недалеко от приемного салона Ювелирного дома Герц-Бельперрон. Её обширная квартира была расположена в нео-классического здании и обставлена в классическом и дальневосточном стиле. Дизайн интерьера был выполнен Марселем Коардом, близким другом Сюзанн Бельперрон. Он же создал и внутреннее оформление приемного салона на улице Шатодон.
Деловые партнеры Жан Герц и Сюзанн Бельперрон плодотворно сотрудничали на протяжении 30 лет.

### Высокое ювелирное искусство для избранных клиентов
Приёмный салон кампании находился на третьем этаже дома, расположенного на улице Шатодон (фр. Rue de Châteaudun) в Париж. Сюзанн Бельперрон принимала посетителей только по предварительной записи. Она никогда не пыталась открыть ювелирный магазин, считая, что её произведения говорят сами за себя и не нуждаются в рекламе. Адрес её салона можно было получить лишь в кругу избранных клиентов, ценивших оригинальность её произведений, благодаря которой имя Сюзанн Бельперрон становилось все более известным как во Франции, так и за рубежом.
Прежде чем приступить к выполнению заказа, Сюзанн Бельперрон изучала стиль заказчика, морфологию его лица, обращала внимание на оттенки кожи и форму рук. Подобно кутюрье высокой моды, она всегда очень точно измеряла окружность пальцев, шеи или запястья. Например, при изготовлении кольца, она проводила несколько примерок, желая убедиться в том, что ювелирное изделие точно подходит по размеру.
Кроме того, Сюзанн Бельперрон внимательно следила за всеми этапами производства, заботилась о высоком качестве исполнения и никогда не полагалась на волю случая. Для этого она проводила ежедневные деловые встречи с начальниками цехов.
Среди её клиентов были представители королевских и аристократических династий, например, члены семьи Ага-Хана, Ротшильда, Вильденштейна и герцога Виндзорского. Клиентами Сюзанн Бельперрон были деятели искусства и шоубизнеса, актёры, драматурги, танцоры и музыканты: Колетт, Робер Малле-Стивенс, Ганна Вальска, Мариа Феликс, Арно Брекер, Жозефина Бейкер, Рауль Дюфи, Дэйзи Феллоуэс, Алис Косеа, Мерл Оберон, Франсуаза Розе, Мэри Белл, Чарльз Бойер, Гарри Бауер, Луиза де Вильморен, Жан Кокто и Гари Купер. Из представителей мира моды можно назвать такие имена, как Эльза Чиапарели, Диана Врилэнд, Нина Риччи, Кристиан Диор и Жан Ланвин. Среди политиков — Поль Рено, Леон Блюм, Морис Кув де Мюрвиль, Гастон Палевски и Уфуэ-Буаньи.

### Последние годы жизни
12 июля 1963 года ювелир-дизайнер Сюзанн Бельперрон была награждена Орденом Почётного легиона. Награду ей вручил Жан Марша (фр. Jean Marchat) — её близкий друг, участник движения Сопротивления, кавалер Почетного Легиона и сосьетер театра «Комеди-Франсез».
28 июня 1974 года, через четыре года после смерти мужа, Сюзанн Бельперрон и Жан Герц провели общее собрание компании и по взаимной договоренности решили вопрос о её ликвидации. Компания Герц-Бельперонн была ликвидирована 31 декабря 1975 года.
Впрочем, Сюзанн Бельперрон отклоняла любые предложения о сотрудничестве, (например, предложение от Tiffany & Co.), так как планировала работать над своей собственной ювелирной коллекцией. 28 марта 1983 года Сюзанн Бельперрон трагически погибла в результате несчастного случая в ванной комнате. Ей было восемьдесят два года. Сюзанн Бельперрон не имела детей, и все своё имущество она завещала близкому другу.

## От забвения к возрождению

### Продажа на аукционе 1987 года драгоценностей герцогини Виндзорской
Со временем имя Бельперон, столь популярное прежде, было отчасти забыто. Но благодаря престижному аукциону ювелирных изделий и драгоценностей герцогини Виндзорской, который был организован домом Сотбис в Женеве 2-го и 3 Апреля 1987 года, её творчество вновь получило известность.

### Личные архивы, обнаруженные в 2007 году
В 2007 ушёл из жизни единственный наследник Сюзанн Бельперрон. Её имущество и личные архивы перешли в собственность нового наследника.
Считалось, что Сюзанн Бельперрон уничтожила свой архив, но, как выяснилось, это были всего лишь слухи. В 2007 году новый наследник узнал о существовании небольшой квартиры на Монмартр, в которой никто не бывал с 1983 года. В квартире была обнаружена мебель, принадлежавшая Сюзанн Бельперрон, её библиотека и полный архив: большая коллекция рисунков, наброски, макеты, эскизы, деловая переписка, дневники и записные книжки, в которых с 1937 по 1974 год она ежедневно записывала информацию о деловых встречах и заказах, а также фотографии и статьи из прессы, скрепленные её подписью. Это открытие имеет чрезвычайно большое значение, так как позволяет установить подлинность её произведений и проследить за развитием её творчества, что было бы невозможно сделать лишь на основе изучения её рисунков.
Верный друг и наследник Сюзанн Бельперрон выполнил волю художницы и «до последнего вздоха» обеспечивал конфиденциальность архивов, заботясь о праве её клиентов на личную жизнь.
Изучение данных архивов показало, что существует немало вымыслов о жизни Сюзан Бельперон, которая была довольно загадочной и скрытной женщиной. Кроме того, выяснилось, что существовал проект издания художественного альбома, посвященного её творчеству. Ганс Надельхофер (англ. Hans Nadelhoffer) (1949—1988), эксперт ювелирного департамента Christie's в Женеве и автор известной монографии о доме Картье, собирался в 1981 году приступить к работе над книгой о Сюзанн Бельперрон. Она заинтересовалась этим проектом и начала собирать необходимые материалы, однако, работа так и осталась незаконченной в результате её трагической гибели в 1983 году.
Новый наследник Сюзанн Бельперрон и страстный любитель искусства решил завершить монографию, начатую Гансом Надельхофером. В 2008 году он доверил работу над книгой писателю-специалисту по античному ювелирному искусству и французскому ювелирному эксперту. 1 октября 2008 года французский эксперт, согласно контракту, зарегистрированному в Версале, приобрел полный архив Сюзанн Бельперрон. Наследник передал ему на неограниченный срок право осуществлять «будущую экспертизу всех произведений, созданных Сюзанн Бельперрон».

### Триумф бессмертного стиля
Стиль ювелирных произведений Сюзанн Бельперрон не подвержен влиянию времени и пользуется постоянно растущим успехом. Об этом свидетельствуют результаты торгов в Париже. 19 мая 2010 года брошь в виде рога изобилия из изумрудов и бриллиантов была продана за 553 000 евро, а 24 ноября 2011 года браслет из турмалина, изумруда, оливина, берилла, окрашенного сапфира и золота приобрели за 247 000 евро.
В начале 2012 года Карл Лагерфельд использовал её украшение из халцедона в качестве лейтмотива весенне-летней коллекции Шанель (Chanel).
14 мая 2012 года в Женеве была продана личная ювелирная коллекция Сюзанн Бельперрон. Эту коллекцию, являвшуюся частью наследства, обнаружили в 2007 году. 60 лотов, выставленные на аукционе, были проданы за сумму, которая в три раза превосходила первоначальную оценочную стоимость украшений и составила 2,7 миллиона евро. Так, например, кольцо из горного хрусталя и бриллиантов было куплено за 386 000 евро.